# كأس ويلز 1929–30
كأس ويلز 1929–30 (بالإنجليزية: 1929–30 Welsh Cup)‏ هو موسم من كأس ويلز. فاز فيه نادي ريل.